# Circumdaksha rubropunctata
Circumdaksha rubropunctata är en insektsart som först beskrevs av Melichar 1901.  Circumdaksha rubropunctata ingår i släktet Circumdaksha och familjen Flatidae. Inga underarter finns listade i Catalogue of Life.